# Dr. Syama Prasad Mookerjee Tunnel
Der Dr. Syama Prasad Mookerjee Tunnel, auch bekannt als Chenani-Nashri Tunnel oder Patnitop Tunnel, ist ein Straßentunnel im Gebiet Jammu und Kashmir in Indien. Durch den Tunnel verläuft der National Highway 44, der von Kanyakumari in Tamil Nadu nach Srinagar in Jammu und Kashmir führt. Mit einer Länge von 9,28 km ist er der längste Straßentunnel Indiens. Den heutigen offiziellen Namen erhielt der Tunnel im Jahr 2019 zu Ehren des früheren indischen Politikers Syama Prasad Mukherjee (1901–1953).

## Lage und Bedeutung
Der Tunnel unterquert auf 1200 m Höhe die Gebirgskette Pir Panjal im Vorderen Himalaya etwas unterhalb des Touristenorts Patnitop und ersetzt eine kurvenreiche Passstraße, die auf bis zu 2000 m Höhe führt. Die Wegstrecke verkürzt sich um 30 km. Die alte Passstraße war im Winter oft wegen Schnee oder Lawinen unpassierbar, und sie war durch Erdrutsche gefährdet. Sie war im Jahresdurchschnitt rund 40 Tage gesperrt.  Der Tunnel ist Bestandteil eines umfangreichen Infrastrukturprojekts, um die Verkehrsverbindungen zwischen dem im Himalaya gelegenen Unionsterritorium Jammu und Kashmir mit seinen 12 Mio. Einwohnern sowie dem indischen Subkontinent zu verbessern. Neben militärischen Gesichtspunkten erwartet man vor allem wirtschaftliche Vorteile für die Region. Insgesamt soll das Projekt helfen, die wirtschaftlichen Zukunftsaussichten der Bevölkerung in der Region Jammu und Kashmir zu verbessern und so die politische Lage zu stabilisieren. Auch soll der Tourismus gefördert werden.

## Bauwerk
Die Bauarbeiten begannen im Juli 2011. Der Tunnel wurde nach der neuen Österreichischen Tunnelbaumethode errichtet, der Durchbruch erfolgte am 13. Juli 2013. Die Fertigstellung war zunächst für Mai 2016 geplant. Der Bau verzögerte sich durch Wettererschwernisse, Geldmangel, technische Probleme und Konflikte zwischen den handelnden Parteien. Die Eröffnung fand fast ein Jahr später am 2. April 2017 durch den indischen Premierminister Narendra Modi statt. Die Baukosten betrugen 37,2 Milliarden Rupien (ca. 500 Mio. EUR), ursprünglich waren 25 Milliarden geplant.
Der Tunnel besteht aus einer Fahrbahnröhre mit je einer Fahrspur pro Richtung, sie hat einen Durchmesser von 13 m. Zusätzlich besteht ein befahrbarer, paralleler Fluchttunnel mit einem Durchmesser von 6 m, der alle 300 m über Querstollen mit dem Haupttunnel verbunden ist. Zur Belüftung, zur Beleuchtung und insgesamt zur Verkehrssicherheit wurde erheblicher Aufwand betrieben. Der komplette Tunnel wird mittels Kameras, Temperaturfühlern und Rauchmeldern von einem Kontrollraum überwacht. Die Luftqualität wird kontinuierlich gemessen und die künstliche Belüftung entsprechend reguliert. Der Tunnel verfügt über zahlreiche Nothaltbuchten und Notruftelefone. Es besteht eine Geschwindigkeitsbeschränkung von 50 km/h.